# جين ويبر
جين ويبر (بالفرنسية: Jeanne Weber)‏ هي قاتل متسلسل فرنسية، ولدت في 7 أكتوبر 1874 في Kérity ‏ في فرنسا، وتوفيت في 5 يوليو 1918 في Fains-Véel ‏ في فرنسا بسبب التهاب الكلى.